# Bad English
Bad English était un supergroupe américain et britannique de hard rock  formé en 1987, réunissant le claviériste Jonathan Cain de Journey avec le chanteur John Waite et le bassiste Ricky Phillips, ses anciens collègues de The Babys (en).

## Historique
Les membres se sont décidés sur un nom pour le groupe tout en jouant au billard. John Waite a raté un tir et Jonathan Cain a fait un commentaire sur la façon dont son «anglais» était «mauvais» (bad english) (en référence à la rotation qu'un joueur imprime sur la boule blanche) et le groupe a décidé d'utiliser l'expression. Le nom est également pensé comme une référence à The Babys, puisque le nom était mal orthographié et est un exemple de mauvais anglais.
Jonathan Cain et le guitariste Neal Schon, qui avait eu un énorme succès dans Journey, ont continué à mettre sur pied Bad English avec Waite après la dissolution de Journey. Le premier album, éponyme, a été un grand succès avec trois singles qui furent des hits, y compris le numéro un «When I See You Smile», écrit par Diane Warren, le top 10 «Price of Love» et «Possession». Une autre piste de leur premier album, la chanson «Best of What I Got» conçue pour un passage en radio, est présente dans la bande son de Tango et Cash en 1989.
Le deuxième album du groupe, «Backlash» de 1991 ne se fit pas remarquer. Le seul single, «Straight To Your Heart», a raté de peu le Top 40, avec un pic au no 42. Ricky Phillips écrit sur son site web que le groupe s'était séparé avant le deuxième album ait été mixé. Phillips et le guitariste Neal Schon ont dit qu'ils n'étaient pas satisfait par le côté pop des chansons du groupe et qu'ils voulaient un aspect plus hard. En fin de compte, ce fut la fin d'un groupe que tout le monde a quitté pour poursuivre d'autres projets.
Dans des entretiens ultérieurs Waite a révélé que, bien qu'il aimait jouer devant un public dans des stades, il était mal à l'aise avec l'image trop «industriel» que présentait le groupe et il a fait depuis une carrière solo.
Le batteur de Bad English, Deen Castronovo, a rejoint plus tard le groupe Journey qui s'est reformé avec le chanteur Steve Augeri, Neal Schon, Jonathan Cain, et Ross Valory. Il a également joué sur l'album de Ozzy Osbourne Ozzmosis en 1995.

## Membres du groupe
- John Waite - Vocaux
- Neal Schon - Guitare, Guitare acoustique, Chœurs
- Jonathan Cain - Claviers, Chœurs
- Ricky Phillips - Guitare basse, Chœurs
- Deen Castronovo - Batterie, Percussions, Chœurs

## Discographie

### Albums studio
| Année                                   | Détails                                                       | Meilleure positions dans les charts | Meilleure positions dans les charts | Meilleure positions dans les charts | Meilleure positions dans les charts | Meilleure positions dans les charts | Meilleure positions dans les charts | Certifications (sales threshold) |
| Année                                   | Détails                                                       | US                                  | AUS                                 | CAN                                 | SWE                                 | SWI                                 | UK                                  | Certifications (sales threshold) |
| --------------------------------------- | ------------------------------------------------------------- | ----------------------------------- | ----------------------------------- | ----------------------------------- | ----------------------------------- | ----------------------------------- | ----------------------------------- | -------------------------------- |
| 1989                                    | Bad English - Date de sortie: juin 1989 - Label: Epic Records | 21                                  | 12                                  | 34                                  | 39                                  | —                                   | 74                                  | - US: Platinum - CAN: Gold       |
| 1991                                    | Backlash - Date de sortie: août 1991 - Label: Epic Records    | 72                                  | —                                   | 34                                  | 21                                  | 30                                  | 64                                  |                                  |
| "—" denotes releases that did not chart |                                                               |                                     |                                     |                                     |                                     |                                     |                                     |                                  |

### Compilations
| Année | Album details                       |
| ----- | ----------------------------------- |
| 1995  | Greatest Hits - Label: Epic Records |

### Singles
| Année                                                                   | Single                                                | Meilleure positions dans les charts | Meilleure positions dans les charts | Meilleure positions dans les charts | Meilleure positions dans les charts | Meilleure positions dans les charts | Meilleure positions dans les charts | Certifications (sales threshold) | Album       |
| Année                                                                   | Single                                                | US                                  | US AC                               | US Main                             | AUS                                 | UK                                  | NL                                  | Certifications (sales threshold) | Album       |
| ----------------------------------------------------------------------- | ----------------------------------------------------- | ----------------------------------- | ----------------------------------- | ----------------------------------- | ----------------------------------- | ----------------------------------- | ----------------------------------- | -------------------------------- | ----------- |
| 1989                                                                    | "Forget Me Not"                                       | 45                                  | —                                   | 2                                   | —                                   | —                                   | —                                   |                                  | Bad English |
| 1989                                                                    | "When I See You Smile"                                | 1                                   | 11                                  | 10                                  | 4                                   | 61                                  | —                                   | - US: Gold                       | Bad English |
| 1990                                                                    | "Price of Love"                                       | 5                                   | —                                   | 30                                  | 44                                  | 80                                  | —                                   |                                  | Bad English |
| 1990                                                                    | "Heaven Is a 4 Letter Word"                           | 66                                  | —                                   | 12                                  | —                                   | —                                   | —                                   |                                  | Bad English |
| 1990                                                                    | "Possession"                                          | 21                                  | —                                   | —                                   | —                                   | —                                   | —                                   |                                  | Bad English |
| 1991                                                                    | "Straight to Your Heart"                              | 42                                  | —                                   | 9                                   | —                                   | —                                   | 41                                  |                                  | Backlash    |
| 1991                                                                    | "Time Stood Still" (Bad English featuring John Waite) | —                                   | —                                   | —                                   | —                                   | —                                   | 19                                  |                                  | Backlash    |
| "—" denotes releases that did not chart or not released to that country |                                                       |                                     |                                     |                                     |                                     |                                     |                                     |                                  |             |